# Sinularia muqeblae
Sinularia muqeblae is een zachte koraalsoort uit de familie Alcyoniidae. De koraalsoort komt uit het geslacht Sinularia. Sinularia muqeblae werd in 1983 voor het eerst wetenschappelijk beschreven door Verseveldt & Benayahu. 